# PMB Road Classic
El PMB Road Classic és una competició ciclista d'una dia que es disputa a Sud-àfrica. La cursa forma part de l'UCI Àfrica Tour, amb una categoria 1.2, des de la seva creació el 2015.

## Palmarès
| Any  | Vencedor       | Segon          | Tercer           |
| ---- | -------------- | -------------- | ---------------- |
| 2015 | Reynard Butler | Hendrik Kruger | Nicholas Dlamini |